# W.A.S.P.
Gli W.A.S.P. sono un gruppo heavy metal statunitense, formatosi a Los Angeles nel 1982 da un'idea del polistrumentista Blackie Lawless e del chitarrista Randy Piper.
Sono celebri per i loro concerti molto energici e caratteristici, quasi sempre arricchiti da performance scabrose o cruente, colme di allusioni sessuali, sangue finto, scenografie eccentriche e soprattutto un vestiario di forte impatto, e fortemente ispirati alle esibizioni di Alice Cooper, il pioniere di questo tipo di spettacoli. Oltre agli W.A.S.P. in quegli anni trovarono successo anche gruppi come i Lizzy Borden, i Twisted Sister o i Mötley Crüe del primo periodo, che appartenevano allo stesso filone dello shock rock.
Gli W.A.S.P. vennero frequentemente classificati come hair metal a causa di una forte presenza scenica e di un look che ricordava fortemente quello esibito dai musicisti della corrente glam. In realtà, furono un'evoluzione di questo genere, andando a coniugare sonorità di puro stile glam statunitense con la potenza della scuola heavy metal britannica e le linee melodiche tipiche del rock and roll di stampo americano, oltre che dell'hard rock anni settanta stile Kiss.
L'acronimo "W.A.S.P.", che in lingua inglese viene generalmente inteso come "White Anglo-Saxon Protestant" ("Protestante Bianco Anglosassone"), fu invece reinterpretato dai membri del gruppo perché significasse "We Are Sexual Perverts" ("Siamo Maniaci Sessuali"). In seguito emerse che il nome venne in realtà ispirato da una vespa, che in inglese si pronuncia appunto "wasp". Le vendite della band sono stimate intorno ai 40 milioni di album venduti in tutto il mondo.

## Storia del gruppo
(Blackie Lawless)

### Le origini (1982-1984)

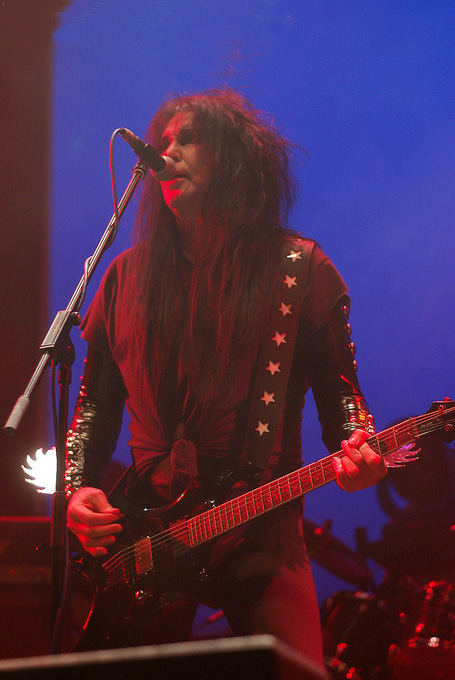
Blackie Lawless.

I W.A.S.P. si formarono nel 1982 a Los Angeles, in California, in seguito all'incontro tra il polistrumentista Blackie Lawless e il chitarrista Randy Piper, i quali avevano già lavorato insieme in due precedenti band, prima i "Sister" e poi i "Circus Circus". I Sister erano nati nel 1976 e nella loro formazione aveva militato anche Nikki Sixx, poi bassista dei Mötley Crüe. I Circus Circus invece avevano rimpiazzato i Sister negli anni dal 1979 al 1981, periodo durante il quale Blackie Lawless era anche impegnato coi London, un'altra heavy metal band che aveva fondato nel 1978..Anche nei London aveva militato Nikki Sixx. Curiosamente nei Cricus Circus militava anche Gary Holland, primo batterista dei Dokken e, qualche anno dopo, dietro i tamburi anche nella prima formazione dei Great White.
La prima formazione dei W.A.S.P. vedeva così Blackie Lawless nel ruolo di cantante e chitarrista ritmico e Randy Piper come chitarra solista. Ai due si aggiunsero l'ex Dante Fox Tony Richards nel ruolo di batterista e l'ex Sister Rik Fox al basso. Tuttavia, Fox venne in breve tempo allontanato dal gruppo (si unirà agli Steeler di Ron Keel e Yngwie Malmsteen), venendo sostituito da Don Costa, anch'egli ex Dante Fox. Fu con questa formazione che i W.A.S.P. registrarono quattro demo tra il 1982 e il 1983, nell'ordine, Demo 1982, Face the Attack, 1983 Demo e Second 1983 Demo.
Sul finire del 1983 Costa lasciò la band per unirsi alla band di Ozzy Osbourne e i W.A.S.P. ingaggiarono come sostituto il chitarrista Chris Holmes, con Lawless che passò al ruolo di cantante e bassista.
Intanto, già dal 1982 la band aveva iniziato ad esibirsi live. Il loro primo concerto prese luogo in un locale dell'Orange County chiamato "The Woodstock" e, già nel maggio del 1983, i W.A.S.P. erano in grado di riempire gli oltre 3000 posti del "Santa Monica Civic Hall", venendo ingaggiati persino da uno dei locali più noti al circuito rock di quegli anni, il Troubadour.
Fu proprio durante uno di questi concerti che i W.A.S.P. furono notati da Rod Smallwood, al tempo manager degli Iron Maiden, che, impressionato dall'energia sprigionata dalla formazione, offrì in breve tempo alla band un contratto con l'etichetta discografica Capitol Records.

### Il successo (1984-1989)
Dopo alcuni mesi di lavoro in studio, uscì nel 1984 il primo album dei W.A.S.P., da titolo omonimo. Il disco fu ben accolto da pubblico e critica, fu disco d'oro e assicurò alla band un lungo tour negli Stati Uniti e poi oltreoceano, nel British Tour 1984, a cui però non prese parte Tony Richards, sostituito da Steve Riley, ex membro dei Keel.
Il primo singolo estratto, il brano Animal (Fuck Like a Beast), fu immediatamente censurato dal P.M.R.C. a causa dei suoi contenuti ritenuti altamente scabrosi. Blackie Lawless si oppose fin da principio a questa censura ma invano, e il disco fu stampato escludendo la canzone e causando non poco l'indignazione della band. Ritenendo di fatto l'album incompleto, il gruppo si affidò a una nuova casa discografica, la Music for Nations, la quale stampò e pubblicò il singolo. Fu solo nel 1998, in un'edizione ristampata, che Animal (Fuck Like a Beast) sarà inclusa per la prima volta tra le tracce dell'album d'esordio.
Il secondo singolo della band, I Wanna Be Somebody, riscosse un immediato successo ed entrò fin dal debutto nelle prime posizioni delle classifiche statunitensi. Stessa acclamazione ebbero anche i successivi singoli L.O.V.E. Machine, Sleeping (In the Fire), School Daze.
Inoltre, la band fu contattata per una breve apparizione nel film Il demone delle galassie infernali, e Blackie Lawless ottenne la possibilità di recitare, come personaggio minore, nel film This is Spinal Tap.
Nel 1985 la band si ritrovò nei Pasha Studio's di Los Angeles per iniziare le registrazioni del secondo album, intitolato The Last Command e pubblicato a maggio. Il disco, che comunque raggiunse la posizione numero 47 della classifica Billboard grazie a brani come Blind in Texas e Wild Child (traccia quest'ultima originariamente presentata a Nikki Sixx per i suoi Mötley Crüe ma che l'artista escluse perché non in linea con la voce del cantante Vince Neil,), pubblicati come singoli rispettivamente nell'ottobre '85 e nel giugno 1986, non bissò il risultato commerciale del precedente, nonostante la certificazione di disco d'oro.
La traccia "Running Wild in the Streets" fu originariamente composta dai canadesi Kick Axe per i Black Sabbath, i quali però non accettarono di interpretarla. Verrà quindi proposta e inserita nel disco dei W.A.S.P., re-accreditata come composta da Lawless.

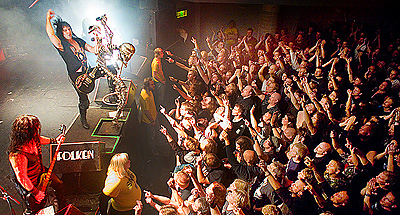
I W.A.S.P. live (Photo: Espen Mills).

Nello stesso anno fu pubblicato anche il primo video live della band, intitolato Live at the Lyceum, London registrato durante una tournée a supporto dei Kiss e pubblicato sotto forma di VHS dalla Castle Communications.
Inoltre, sempre con Tormentor, appaiono per qualche secondo sulla TV nel film Terror Vision - Visioni del terrore. Praticamente, avendo lo stesso produttore ed essendo della stessa compagnia (Empire Pictures), è un riciclo dal film del 1984 Il demone delle galassie infernali. Poi, sempre nel film del 1986, il personaggio "metallaro" O.D. indossa anche una t-shirt dei W.A.S.P.
Dopo una lunga serie di concerti, anche Randy Piper abbandonò la band, dichiarando di sentirsi ormai in un ruolo marginale all'interno della formazione. Non trovando un chitarrista che soddisfacesse le esigenze di Lawless, egli stesso decise di ricoprirne il ruolo. Al suo posto al basso verrà ingaggiato Johnny Rod, ex componente dei King Kobra di Carmine Appice.
Nel 1986 la band registrò e pubblicò il suo terzo album, Inside the Electric Circus.. Rispetto ai precedenti lavori, fu un disco più morbido e caratterizzato da sonorità più melodiche e più in linea con la fiorente scena hair metal che in quegli anni quasi monopolizzava le radio. Lawless si dichiarerà scontento proprio della produzione, definita troppo "pulita" e "ammorbidita", incapace di fare cogliere agli ascoltatori il rabbioso spirito della band.
Dal disco furono estratti i singoli 9.5. - N.A.S.T.Y. e I Don't Need No Doctor (cover del brano degli Humble Pie rivisitata in chiave hard rock).
Sempre nel 1986, a Blackie Lawless fu proposto di recitare nel film Trock Or Treat (in Italia Morte a 33 giri), interpretando la parte del cantante "Sammy Curr". All'ultimo momento il produttore scelse al suo posto l'attore Tony Fields. In questa pellicola, fecero poi da comparse volti noti della scena heavy metal quali Ozzy Osbourne e Gene Simmons.
Nel 1987 i W.A.S.P. incisero il singolo Scream Until You Like It che divenne colonna sonora del film horror Ghoulies II. Nello stesso anno pubblicarono anche l'album dal vivo Live...In the Raw, numero 77 nella classifica Billboard, disco contenente anche due tracce inedite e registrate dal vivo: Manimal e Harder Faster. Curiosamente, proprio quest'ultima canzone passerà inosservata al duro controllo del P.M.R.C., sebbene dotata di un testo decisamente più esplicito di quello di Animal (Fuck Like a Beast).
Sempre nel 1987, Riley abbandonò la band per passare ai L.A. Guns. Fu sostituito da Frankie Banali, già batterista dei Quiet Riot.
Nel 1988 fu pubblicato il secondo video dei W.A.S.P., intitolato Videos in the Raw e stampato dalla VGC. La VHS conteneva una raccolta dei video musicali fino ad ora pubblicati dal gruppo.

### La svolta (1989-2000)
Nel 1989 i W.A.S.P. pubblicarono The Headless Children, quarto album della band e considerato da molti il picco creativo della formazione losangelina. Gli eccessi degli esordi vennero accantonati in favore di sonorità volutamente più dure e più vicine alla scuola heavy metal britannica e, per la prima volta nella storia del gruppo, si usarono parti di tastiere, suonate da Ken Hensley, musicista degli Uriah Heep. Lita Ford, all'epoca fidanzata di Chris Holmes, partecipò alle registrazioni del disco in qualità di corista. I singoli estratti dall'album furono Mean Man, The Real Me e la ballata Forever Free.
Nuovi cambi di formazione tornarono a tormentare la stabilità della band nel 1989. Questa volta a lasciare il gruppo fu il chitarrista Chris Holmes, allontanato da un Blackie Lawless alla ricerca di maggiore assolutismo, compositivo e non, all'interno della band. Questa dipartita, seguita da tre anni di totale silenzio da parte di Lawless e della formazione tutta, fece a lungo vociferare l'effettivo scioglimento del gruppo.

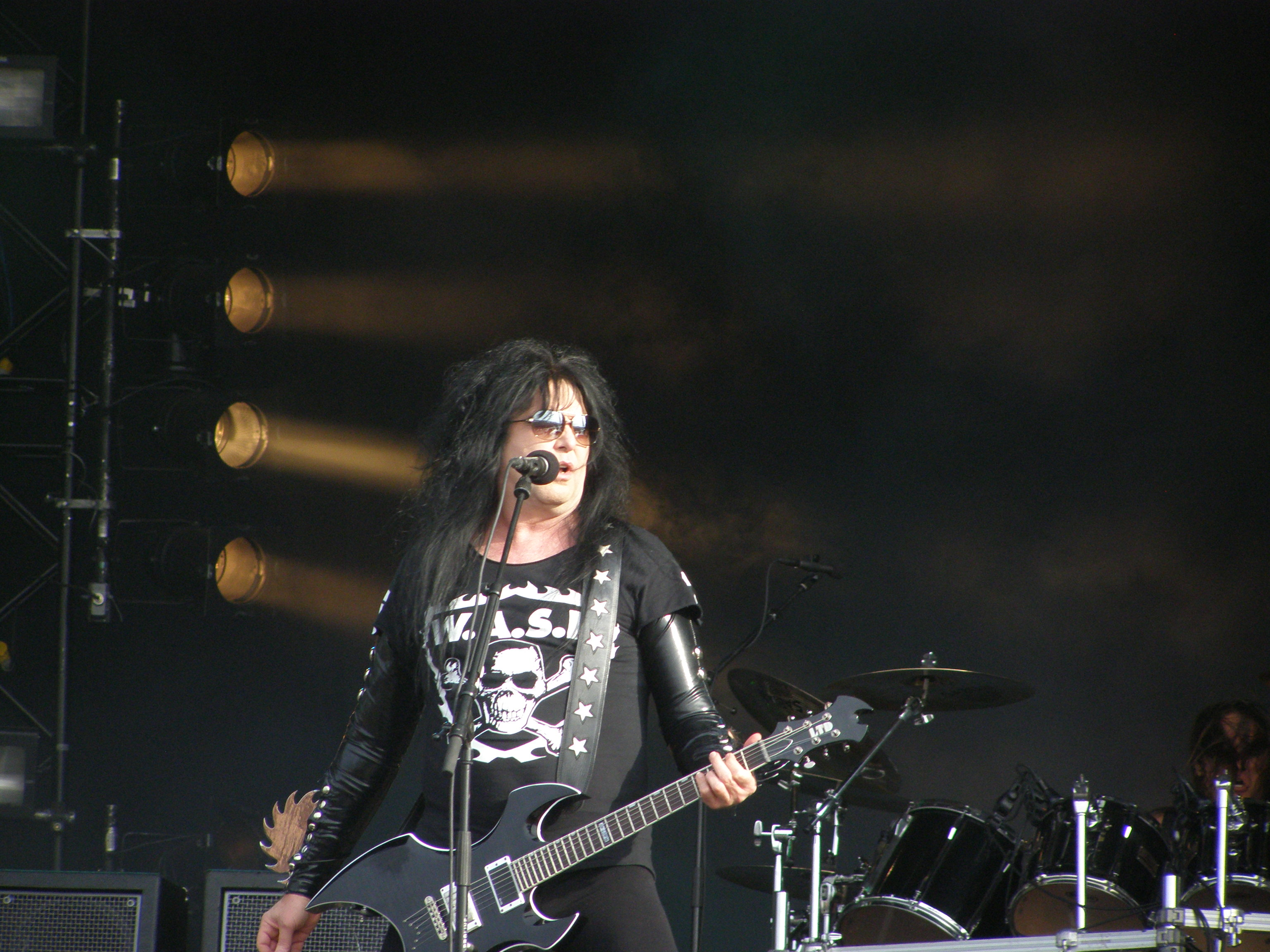
Blackie Lawless in un recente live

Invece, nel 1992, i W.A.S.P. tornarono alle scene con un nuovo chitarrista, Bob Kulick, fratello di Bruce Kulick, all'epoca chitarrista dei Kiss, e furono in pochi mesi pubblicati i video The Story of Jonathan e soprattutto un nuovo album, denominato The Crimson Idol, che si presentò come una rock opera. Dal disco furono estratti i singoli Chainsaw Charlie, Hold on to my Heart, The Idol e I Am One.
Il disco narra la storia di Jonathan, un ragazzino che fugge di casa con la sua sola chitarra per liberarsi dall'oppressione dei genitori. Il giovane diventerà in breve tempo una vera e propria rockstar, raggiungendo di fatto il suo sogno. Ma la vita di sballo, droga e sesso lo logorerà via via sempre di più, conducendolo fino a una triste, quanto epica, fine.
Lontano dallo stile che caratterizzò la band nei suoi precedenti lavori, questo album aumentò lo spessore sia tecnico che musicale, raggiungendo quello che sarà il vero apice sonoro del gruppo. La musica e i testi seguivano un ordine ricercato e Lawless poté ripercorrere nei brani, nascondendosi dietro il personaggio di Jonathan, alcuni momenti della sua infanzia e poi le debolezze e le paure della sua vita da famosa rockstar.
Terminata una lunga serie di concerti che occupò quasi due anni della carriera del gruppo, venne pubblicata la raccolta First Blood...Last Cuts. Insieme all'antologia venne messa in vendita una raccolta di video musicali intitolata First Blood...Last Visions pubblicata con la PMI.
Nel 1995 i W.A.S.P. si ripresentarono con il disco Still Not Black Enough, album inizialmente concepito come disco solista di Lawless. Molte delle canzoni di questo album seguirono le tematiche introspettive del precedente The Crimson Idol ma, a differenza di quest'ultimo, non seguono un filone narrativo. Nonostante canzoni di grande impatto emotivo come le ballads "Keep Holdin' On" e "Breathe" e la più consona allo stile rabbioso dei W.A.S.P. "Black Forever", il disco non ottiene molti consensi di critica e pubblico. Di fatto nessun tour di supporto al disco venne organizzato lasciando presagire il peggio per il futuro della band.
Riconosciuto il passo falso del precedente album, Lawless decise di fare alcuni cambi di formazione che portarono al ritorno di Chris Holmes, alla sostituzione di Rod con Mike Duda al basso e all'ingaggio del batterista Stet Howland.
Con la nuova formazione fu pubblicato nel 1997 l'album Kill Fuck Die, disco che ripropose gli antichi eccessi che avevano reso famoso il gruppo, ma rielaborando il tutto con sonorità sperimentali, ottenute mediante un massiccio impiego di sintetizzatori e distorsori elettronici.
Le aspettative per questo album furono molto alte, ma lo stile volutamente industriale e lontano dallo stile originario della band decretò un insuccesso di critica e pubblico. Nonostante questo, il tour di supporto riscosse un grande successo riportando in auge il nome della band che tornò a fare spettacoli all'insegna dell'eccesso come in passato.
Nel 1998, per riappacificarsi con i sostenitori di vecchia data che non avevano apprezzato il cambiamento stilistico del gruppo, fu pubblicato il doppio live Double Live Assassins, che ripropose anche i brani di Kill Fuck Die in una dimensione più consona al gruppo.
Nel 1999, preceduto da un EP omonimo, fu pubblicato il disco Helldorado, che vide il gruppo riavvicinarsi alle sonorità degli esordi. I testi ripresero ad essere trasgressivi, con liriche a incentrarsi nuovamente su tematiche riguardanti sesso, droga e divertimenti. L'album, che fu accolto tiepidamente dalla critica, riscontrò i favori del pubblico e assicurò ai W.A.S.P. una nuova tournée.

### Gli anni recenti (2000-oggi)
Poco dopo l'uscita di Helldorado, venne pubblicato il live The Sting, disco che uscì con poca pubblicità, ottenendo basse vendite e poco apprezzamento da parte dei fans. Oltre al disco dal vivo verrà anche poi pubblicato il video.
Nel 2001 il gruppo pubblicò un nuovo album, Unholy Terror. Il tema dominante del disco fu la religione e la canzone Charisma, assieme alla traccia omonima Unholy Terror, si elevarono a brani colonna portante dell'intero album.
Come avvenuto per Helldorado, il disco fu attaccato duramente dalla critica che li accusò di "riciclarsi", mentre i fans ne rimasero estasiati.
Al termine delle registrazioni, Chris Holmes decise di lasciare nuovamente la band per dedicarsi ad altri progetti musicali. Non fu chiaro se, alla base di tale scelta, vi fu il riemergere o meno delle antiche ostilità con Lawless. Il suo posto, fin dal successivo tour, fu preso dal chitarrista Darrell Roberts, reduce da una breve esperienza con la band Tuff.

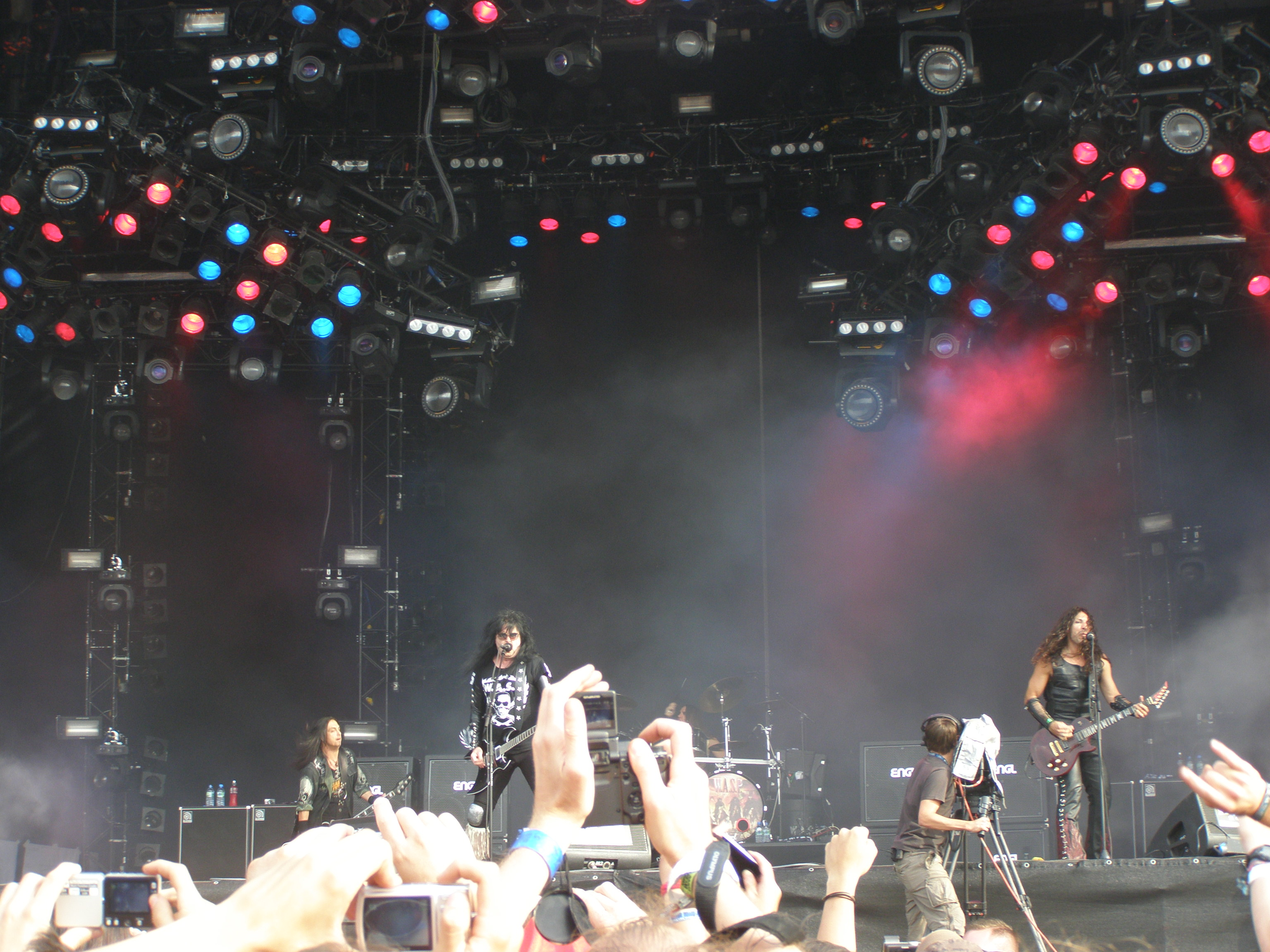
I W.A.S.P. in concerto al Wacken Open Air 2010

Nel 2002 fu pubblicato l'album Dying for the World, che vide il ritorno di Frankie Banali alla batteria. Segnato dalla tragedia dell'11 settembre 2001, scritto e composto frettolosamente da Lawless in risposta a quei disastrosi avvenimenti, il disco prese spunto dagli orrori reali del terrorismo e della guerra, sfruttandoli come tematica principale.
Molte delle dichiarazioni di Lawless e compagni, spesso a favore di un intervento armato punitivo verso gli aggressori, valsero al gruppo la nomina di "guerrafondai" e "anti-pacifisti". La canzone Hell for Eternity fu l'emblema della loro linea di pensiero all'interno dell'album, il quale però non si rivelò di successo.
Dopo un lungo tour, nel 2004 i W.A.S.P., forti del ritorno di Stet Howland nella formazione, registrarono due concept-album collegati tra loro, denominati The Neon God part 1 - The Rise e The Neon God part 2 - The Demise.
I due dischi si incentrarono sul tema della religione unito a tematiche riguardanti l'alienazione e la solitudine, raccontando la nascita di un leader di una setta religiosa dedita alla lussuria ed ossessionata dal delirio di onnipotenza (The Rise), che si conclude con il desiderio del protagonista di redenzione per i suoi peccati (The Demise). Nonostante le premesse, i due lavori non vennero particolarmente apprezzati dalla critica. L'unico singolo estratto da questi due album fu 3 Song Sampler, prodotto che riscosse poco successo a causa della scarsa diffusione.
Dal 2005 in poi la band subì continui cambi di formazione. La stabilità fu trovata con Blackie Lawless, unico membro fondatore del gruppo ancora presente, come voce e chitarra ritmica, Doug Blair alla chitarra solista, Mike Dupke alla batteria e Mike Duda al basso.
Il 16 aprile 2007 fu dato alle stampe Dominator, album prodotto e distribuito dalla Demolition Records, nuova casa discografica del gruppo. Il disco raggiunse in Germania la posizione numero 72 delle classifiche musicali. Con questo album la band si riavvicinò allo stile già esibito in The Headless Children ed Unholy Terror, arricchendosi di canzoni forti di un linguaggio metaforico più o meno velato, che andarono a criticare pesantemente gli ideali delle politiche estere statunitensi. Questa volta la critica accolse positivamente il disco.
A fine 2007, in occasione del quindicesimo anniversario dalla pubblicazione di The Crimson Idol, Lawless decise di licenziare il tour di supporto per Dominator e di portare in tournée nuovamente l'album del 1992. Fu così proposta in sede live e per intero la scaletta del disco, oltre all'esibizione di qualche classico della band.
Il 12 ottobre 2009 venne pubblicato Babylon, il nuovo album dei W.A.S.P., un disco tematico incentrato sulle figure dei Cavalieri dell'Apocalisse. È un disco dal suono molto maturo e tipicamente heavy metal, nonostante sia ricco di rimandi ai primi lavori della band.
Nel disco figurano le tracce Crazy, primo singolo estratto, e due cover, Burn e Promised Land, scritte rispettivamente da Deep Purple ed Elvis Presley.
Il 6 giugno del 2014, durante una conferenza stampa tenuta allo Sweden Rock Festival Blackie Lawless ha dichiarato che il nuovo album della band s'intitolerà Golgotha ed uscirà nel 2015. L'uscita del nuovo disco viene ufficializzata dal sito della band a maggio del 2015. Il disco è uscito il 2 ottobre per l'etichetta austriaca Napalm Records. Subito dopo partirà il tour mondiale che toccherà anche l'Italia a novembre. Le tematiche del disco proseguono il discorso iniziato con la precedente uscita e confermano la svolta mistica del cantante della band.
Nel settembre del 2017 la band ingaggia il batterista Aquiles Priester (ex-Angra) per il “Re-Idolized – The Crimson Idol 25th Anniversary World Tour“, durante il quale verrà eseguito interamente il disco The Crimson Idol, del 1992.

## Stile e critiche

### Significato della sigla W.A.S.P.
Il significato dell'acronimo W.A.S.P. non è mai stato ufficialmente rivelato dalla band. Molti hanno ipotizzato che significasse "We Are Sexual Perverts", in quanto questa dicitura appariva scritta sul bordo dell'LP del primo album omonimo. Altri, cercando di interpretarlo in base alle tendenze shock rock del gruppo, ipotizzarono "We Are Satan's People" oppure "Watch As Sinners Play", o ancora "We Are Satan's Preachers".
In lingua inglese normalmente la dicitura WASP è utilizzata per indicare i "White Anglo-Saxon Protestants", ovvero i Bianchi, Anglo-Sassoni, Protestanti, l'etnia storicamente dominante negli Stati Uniti.
Fu più volte domandato a Blackie Lawless di rivelare il senso dell'acronimo, ma il musicista rispose sempre in modo vago dicendo di non essere egli stesso certo del significato dell'abbreviazione. In un'occasione rispose ironicamente al giornalista:
(Blackie Lawless)
Si dice anche che la denominazione venne ideata dal primissimo bassista Rik Fox, ispirato dopo aver calpestato una vespa (in inglese wasp) nella casa dove all'epoca abitava, e che fu poi il frontman a trasformarlo in acronimo con l'aggiunta della punteggiatura tra le lettere. L'ex bassista dichiarò in un'intervista:
(Rik Fox)
In tutta risposta, Blackie Lawless ha sempre negato la partecipazione di Rik Fox nei W.A.S.P., nonostante sia evidente il contrario, specie in virtù dei ringraziamenti che lo vedono citato nella primissima demo della band, e di diverse foto scattate da Don Adkins Jr. durante le prime sessioni della formazione.

### Il casoAnimal (Fuck Like a Beast)
Animal (Fuck Like a Beast) fu il primo singolo dei W.A.S.P., una canzone volutamente perversa, trasgressiva e totalmente diversa rispetto alle canzoni usualmente esposte dal panorama hair metal degli anni '80.
Composta dal frontman Blackie Lawless, questa canzone non riuscì ad essere inserita nel disco di esordio W.A.S.P. del 1984 a causa delle proteste del P.M.R.C., la società di censura delle liriche ritenute offensive, che, da quel singolo in poi, controllò ogni album e testo prodotto dal gruppo, instaurando in sostanza una vera e propria guerra legale ed ideologica con la band. Lawless ritenne di fatto l'album d'esordio incompleto, privato della canzone che, più di tutte, diede notorietà alla band.
Animal (Fuck Like a Beast) riuscirà finalmente ad essere inserita nel disco solo in una riedizione dello stesso, ad opera dell'etichetta Music for Nations, oltre 10 anni dopo l'uscita originale. La canzone diventerà comunque un enorme successo dei W.A.S.P., che non mancheranno mai di eseguirla nei loro concerti. Essa sarà nuovamente oggetto di discussione per la sua esclusione nella raccolta dal vivo Live...In the Raw del 1987. Ancora una volta Lawless restò deluso della sua censura e incolpò il P.M.R.C. di manipolare la sua creatività.
Recentemente Blackie Lawless ha espresso l'intenzione di non proporre più dal vivo Animal, scatenando lo sgomento tra i suoi fans più accaniti. Durante una intervista Lawless stesso ha ribadito che l'esclusione di Animal dalla set-list non ha motivazioni di carattere religioso, ma perché pur non rinnegando il passato stilistico della band, ritiene sia più giusto sacrificare Animal a favore di altri brani più significativi dello status attuale, non negando un suo futuro ripescaggio.

### W.A.S.P. e Motörhead

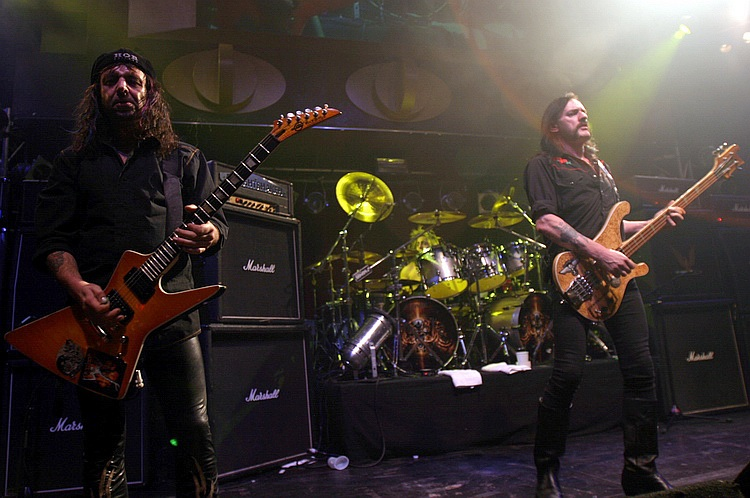
I Motörhead dal vivo al Reds di Edmonton, Canada, 2005.

Nel 1997 i W.A.S.P. condivisero un'importante tournée mondiale con l'affermata band hard rock/heavy metal Motörhead. Questo tour, più che per la qualità musicale espressa, rimase famoso per il violento contrasto che nacque tra i due gruppi, conclusosi addirittura con una rissa, che stupì il mondo della musica.
W.A.S.P. e Motörhead si erano accordati prima di iniziare il tour per alternarsi il ruolo di headliners durante le tappe del tour. I W.A.S.P. però non avevano del tutto accettato questa divisione e iniziarono ad ostacolare i compagni di tour per appropriarsi del titolo di band principale. In un primo momento i W.A.S.P. cercarono di discutere verbalmente di questo fatto con gli stessi Motörhead, che però non accettarono di lasciare il ruolo di headliner in mano solo alla band shock rock. Così, non dandosi per vinti, Lawless e compagni sabotarono il sistema di amplificazione della "band rivale", sperando che il gruppo subisse un ritardo di organizzazione tale da assicurargli lo spazio musicale dell'intero show. Non ottenuto nuovamente nessun risultato, la band continuò ad infastidire i Motörhead spargendo nei loro camerini piume di gallina e altre sorprese, rendendo di fatto la vita on tour della band insopportabile. Il gruppo però sorvolò nuovamente l'accaduto e proseguì la tournée.
Il fatto peggiore dell'intera rivalità avvenne dopo un concerto a Cincinnati quando Blackie Lawless aspettò il frontman dei Motörhead Lemmy Kilmister giù dal palco e lo colpì più volte con violenti pugni.; il musicista inglese non reagì a nessuna delle percosse e corse in ritirata verso i suoi roadie. Dopo l'accaduto, i Motörhead decisero definitivamente di annullare tutte le ultime date del tour, nonostante la volontà di Blackie e compagni di proseguire da soli, soddisfatti delle loro malefatte.
Il comunicato ufficiale dei W.A.S.P. nascose i fatti accaduti giustificando l'abbandono dei Motörhead per motivi di soldi. Infatti secondo questa versione gli incassi del tour, che sarebbero stati da spartire tra W.A.S.P. e Motörhead, non erano così elevati da soddisfare entrambe le band, e quindi questi ultimi, avendo calcolato circa 40.000 dollari di perdita a fine tour, decisero di concludere il viaggio promozionale anzitempo.
Nel settembre del 2012, Blackie Lawless è tornato a parlare della vicenda, in un aneddoto tratto dal suo diario, chiudendola però definitivamente. Lui e Lemmy pare che avessero dunque chiarito e fossero tornati ad essere in buoni rapporti; tutto quello che è successo in quell'occasione, sempre a detta di Blackie, è stato un grande malinteso nato per colpa degli organizzatori che hanno detto alcune cose ai Motörhead, ed altre ai W.A.S.P.

## I concerti

### I primi tour
Fin dalla prima esibizione live del gruppo, i W.A.S.P. inscenarono quella che è forse l'azione forse più famosa del gruppo, ovvero l'uccisione della ragazza. Il numero iniziava durante la canzone Tormentor. Blackie scopriva un telo che nascondeva una giovane donna, con braccia e gambe legate ad un sostegno, mezza nuda e imbavagliata, e fingeva così, con tanto di effetti speciali, di sgozzarla, tra lo stupore e l'orrore del pubblico. Nonostante questo numero avesse reso i W.A.S.P. molto popolari nei primi anni ottanta, esso gli valse anche molte critiche e censure, che portarono anche a diverse limitazioni della scena.
Un'altra azione esibita regolarmente era quella che vedeva il lancio di carne fresca sul pubblico che veniva portata sul palco, tagliata dai musicisti con un'ascia e gettata tra gli spettatori. Blackie raccontò in un'intervista che, alla fine di uno show, alcuni fan lo avvicinarono con in mano la carne che aveva gettato in precedenza, chiedendogli di autografargliela. Dopo aver lasciato la firma sulla carne, gli stessi fan gli regalarono un cervello di cane, una testa di maiale e parti di topi. Blackie rimase incredulo per questo fatto e poté solo dire:
(Blackie Lawless)
Altri scherzi esibiti sul palco in quegli anni, oltre ai più usuali fuochi pirotecnici, furono il pasto di vermi, docce di piume sulla folla, bevute di finto sangue da teschi o giochi con motoseghe o coltelli.

### IlThe Last Command Tour
Il The Last Command Tour vide una notevole riduzione di violenza e sangue nei concerti dei W.A.S.P., ormai in parte arresisi al potere della censura. Il gruppo riuscì però a conservare alcuni importanti numeri, primo tra i quali quello della bevuta del sangue dal cranio, potenziato e reso più spettacolare con la creazione di un unico immenso teschio in cui i musicisti entravano e si servivano della rossa bevanda.
Il P.M.R.C non riuscì a bloccare neppure i giochi di Blackie con le motoseghe. Questi numeri costarono però al frontman, per ben tre volte nell'arco del tour, tagli al costume e alla sua stessa carne dovuti a errori di valutazione.
Uno di questi, avvenuto in Finlandia, provocò al cantante molti punti di sutura. Dimesso dall'ospedale disse:
(Blackie Lawless)

### L'Electric Circus Tour
L'Electric Circus Tour vide un parziale ritorno ai numeri esibiti negli show degli esordi e quindi un nuovo aumento di sangue, violenza e numeri pirotecnici rispetto alla precedente tournée. L'intero palco venne trasformato in un circo, dominato da luci e tele rosse e bianche. Dietro al batterista furono posizionati enormi scalini dove i W.A.S.P. potevano salire e scendere a piacimento.
Il pezzo più importante e innovativo dello show fu il lancio di palle esplosive contro una motosega azionata da Blackie. Il numero era chiaramente ad alto rischio per il cantante che, in uno show a Dublino, subì gravi ustioni a causa di un errore quando una delle palle esplose in modo imprevisto e i pantaloni del musicista presero fuoco. Le fiamme divamparono fino ai glutei e Lawless non poté fare altro che gettarsi a terra attendendo che gli addetti lo spegnessero. Fu ricoverato in ospedale per alcuni giorni ma non riportò danni o ferite serie.

### IlMonsters of Rockdel 22 agosto 1987
Il Monsters of Rock del 22 agosto 1987 fu il primo festival a cui i W.A.S.P. parteciparono e fu anche il primo show a riproporre lo storico numero dello sgozzamento della donna.
A metà concerto Blackie rivelò una ragazza in topless, legata ad un enorme ruota di tortura, con la faccia coperta da un telo nero. Il musicista si avvicinò alla vittima e con un colpo secco finse di sgozzarla, accompagnato dagli incitamenti del pubblico.
Il musicista, in un'intervista successiva allo show, disse che la scena era in realtà stata ideata in modo differente. La variazione alla teatralità del gesto fu imposta dal manager dei Bon Jovi che richiese una limitazione del numero dicendo che con esso i W.A.S.P avrebbero tolto attenzione ai successivi headliner, tra cui il musicista hard rock del New Jersey. Lawless raccontò comunque la versione originale:
(Blackie Lawless)
I W.A.S.P. comunque riuscirono a causare ben 2000 dollari di danno all'evento, rompendo le loro chitarre e apparecchiature.

### L'Headless Children Tour
L'Headless Children Tour vide il palco dei W.A.S.P. totalmente rivoluzionato. L'idea di questo show fu di migliorare la gravità e pesantezza dell'insieme rendendo il tour totalmente differente da ogni altro concerto precedente, eliminando le violenze delle prime esibizioni e introducendo un messaggio di base molto più pesante e insopportabile.
Sul palco fu ricreata la copertina dell'ultimo album in tre dimensioni e all'inizio dello show un enorme schermo video mostrò immagini di violenze varie. Successivamente lo schermo proiettò immagini delle maggiori carneficine della storia, incentrandosi soprattutto sulla figura di Hitler e sulle violenze della Guerra del Vietnam e di vari Klan, e durante la canzone Thunderhead lo schermo mostrò persone drogate e ubriache, e Blackie, terminato il brano, approfittava della situazione per lanciare messaggi sulla pericolosità delle droghe.
L'Headless Children Tour mise così in luce dei nuovi W.A.S.P., artisti più interessati alla salute della gente e agli avvenimenti del mondo. Infatti, il messaggio principale dello show fu, come ricordò Blackie:
(Blackie Lawless.)

### IlCrimson Idol Tour
Il Crimson Idol Tour vide una diminuzione della spettacolarità del concerto, cercando di concentrare l'attenzione dello spettatore sulla parte musicale. Il palco fu caratterizzato da una grandissima tela raffigurante la cover dell'album The Crimson Idol sulla quale venivano proiettate anche le rispettive copertine dei precedenti album, riprendendo quindi in parte l'idea dell'Electric Circus Tour.
Nei vari show non furono mai inserite scene di violenza o esibizioni create con l'intento di stupire il pubblico. Tutto andò ad incentrarsi solo e unicamente sulla musica e lo slogan del tour fu:

### IlKill Fuck Die Tour 1997
Il Kill Fuck Die Tour 1997 tornò invece a riproporre le violenze esibite negli show originali. Durante la canzone Kill your Pretty Face Blackie era infatti solito rivelare una suora, attaccata ad una grossa croce con catene in modo che le sue gambe fossero aperte. Allora il musicista, posizionatosi di fronte alla suora, affilava un coltello attaccato alla sua cintura, facendo finta di voler uccidere la donna.
Il numero raggiunse la sua massima violenza quando, in un concerto in Europa, Blackie decise di fingere di violentare la suora. Il musicista mise il proprio volto tra le gambe della suora e poi ne estrasse un finto feto coperto di sangue. Il cantante piazzò il feto intorno al suo collo e successivamente lo impalò alla sua cintura.
Un'altra versione del numero fu esibita in un concerto a New Jersey nel settembre 1998 quando Blackie sostituì la suora con una bambola di Marilyn Manson. Blackie legò la bambola con un cappio sul palco e la violentò. Nuovamente estrasse da essa un feto ma poi le tagliò la testa, le estrasse il cervello e lasciò il finto sangue scorrere sul suo corpo.
Un altro numero esibito durante il Kill Fuck Die Tour 1997 faceva sì che, durante la traccia The Horror, Blackie saltasse sulla piattaforma al fianco del batterista per svelare un maiale legato ad un palo. Il musicista prendeva poi un grosso coltello e tagliava via la testa all'animale. La finzione si concludeva con Blackie che mostrava il suo trofeo al pubblico acclamante, mentre un getto di piume appiccicose cadeva sulla folla.

### L'Helldorado Tour 1999
Con l'Helldorado Tour 1999 i W.A.S.P. tornarono a incentrare i loro concerto maggiormente sulla musica, abbandonando ogni numero violento. Il tour vide i W.A.S.P. produrre un rock notevolmente rafforzato e potenziato da volumi altissimi. L'atmosfera divenne schiacciante, con il gruppo che ripropose tutti i più grandi successi della sua carriera, sostenuto dalle sole luci e grandi giochi pirotecnici.
L'unico evento violento ancora proposto fu il pasto di vermi seguito dal successivo lancio di piume sul pubblico. Tale stile di esibizione live si mantenne per i successivi anni, salvo che per l'aggiunta di una grossa demoniaca scultura in metallo (chiamata "Elvis") posta al centro del palco. Su di essa i componenti del gruppo potevano arrampicarsi con facilità, creando un effetto di maggiore drammaticità allo show.
La scultura però, a causa del suo enorme peso e della sua grandezza, fu causa di frequenti interruzioni delle tournée del gruppo, visto che spesso i palcoscenici dove i W.A.S.P. si esibivano non erano in grado di sopportarne la massa. Per questo negli anni recenti è stata totalmente abbandonata.

## Formazione

### Formazione attuale
- Blackie Lawless - voce, chitarra, basso, armonica a bocca, tastiera (1982-presente)
- Doug Blair - chitarra (1995-presente)
- Mike Duda - basso (2006-presente)
- Aquiles Priester - batteria (2017-presente)

### Principali membri precedenti
- Tony Richards - batteria (1982-1984)
- Randy Piper - chitarra (1982-1986)
- Chris Holmes - chitarra (1983-1990; 1995-2001)
- Steve Riley - batteria (1984-1987)
- Johnny Rod - basso (1986-1990)
- Stet Howland - batteria (1991-2006)
- Bob Kulick - chitarra (1992-1999; morto nel 2020)
- Mike Dupke - batteria (2006-2015)
- Randy Black - batteria (2015-2017)

### Turnisti
- Brian Tichy – batteria (2015)
- Roy Z - chitarrista (2001)
- Ken Hensley - tastiera (1989)
- Patrick Johansson - batteria (2006)

## Discografia

### Album registrati in studio
- 1984 – W.A.S.P.
- 1985 – The Last Command
- 1986 – Inside the Electric Circus
- 1989 – The Headless Children
- 1992 – The Crimson Idol
- 1995 – Still Not Black Enough
- 1997 – Kill Fuck Die
- 1999 – Helldorado
- 2001 – Unholy Terror
- 2002 – Dying for the World
- 2004 – The Neon God part 1 - The Rise
- 2004 – The Neon God part 2 - The Demise
- 2007 – Dominator
- 2009 – Babylon
- 2015 – Golgotha
- 2018 – ReIdolized (The Soundtrack to the Crimson Idol)

### Enciclopedie musicali
- (EN) Colin Larkin, The Guinness Encyclopedia of Popular Music, Guinness, 1992, ISBN 0-85112-939-0.
- (EN) Robert Walser, Running with the Devil: power, gender, and madness in heavy metal music, Wesleyan University Press, 1993, ISBN 978-0-8195-6260-9.
- Martin C. Strong, The great rock discography, Giunti Editore, 1998, ISBN 88-09-21522-2.
- Cesare Rizzi, Enciclopedia della musica rock. 3. 1980 - 1989, Volume 3, Giunti Editore, 2000, ISBN 978-88-09-01796-2.
- Luca Signorelli, Heavy metal: I moderni, Giunti Editore, 2000,  pp. 120-121, ISBN 88-09-01697-1.
- Deena Weinstein, Heavy metal: the music and its culture, Da Capo Press, 2000, ISBN 978-0-306-80970-5.
- Fabio Rodighiero, Teo Segale, Fabio Negri e Giuliano D'Amico, Metallus. Il libro dell'Heavy Metal, a cura di Luca Signorelli, Firenze, Giunti Editore, 2001,  p. 188, ISBN 978-88-09-02230-0.
- (EN) Holly George Warren, Patricia Romanowski, Patricia Romanowski Bashe e Jon Pareles, The Rolling stone encyclopedia of rock & roll, Fireside, 2001, ISBN 0-7432-0120-5.
- (EN) David Konow, Bang Your Head: The Rise and Fall of Heavy Metal, Three Rivers Press, 2002,  pp. 170-172, ISBN 978-0-609-80732-3.
- (EN) Peter Buckley e Jonathan Buckley, The Rough Guide to Rock, Rough Guides, 2003, ISBN 1-84353-105-4.
- (EN) Daniel Bukszpan e Ronnie James Dio, The Encyclopedia of Heavy Metal, Barnes & Noble Publishing, 2003,  p. 271, ISBN 978-0-7607-4218-1.
- R. Gary Patterson, Take a Walk on the Dark Side: Rock and Roll Myths, Legends, and Curses, Simon and Schuster, 2004,  p. 152, ISBN 978-0-7432-4423-7.
- Ian Christe, Sound of the beast. La storia definitiva dell'heavy metal, Arcana Editore, 2009, ISBN 88-6231-086-2.